# Маренго (Иллинойс)
Маренго (англ. Marengo) — город, расположенный в округе Мак-Генри (штат Иллинойс, США) с населением в 6355 человек по статистическим данным переписи 2000 года.

## География
По данным Бюро переписи населения США город Маренго имеет общую площадь в 10,3 квадратных километров, при этом водные ресурсы в черте города отсутствуют.

## Демография
По данным переписи населения 2000 года в Мэдисоне проживало 6355 человек, 1694 семей, насчитывалось 2387 домашних хозяйств. Средняя плотность населения составляла около 616,5 человека на один квадратный километр. Расовый состав Мэдисона по данным переписи распределился следующим образом: 92,07 % белых, 0,30 % — чёрных или афроамериканцев, 0,27 % — коренных американцев, 1,53 % — представителей смешанных рас. Испаноговорящие составили 13,00 % от всех жителей города.
Из 2387 домашних хозяйств в 38,6 % — воспитывали детей в возрасте до 18 лет, 55,9 % представляли собой совместно проживающие супружеские пары, в 10,7 % семей женщины проживали без мужей, 29,0 % не имели семей. 24,9 % от общего числа семей на момент переписи жили самостоятельно, при этом 9,8 % составили одинокие пожилые люди в возрасте 65 лет и старше. Средний размер домашнего хозяйства составил 2,64 человека, а средний размер семьи — 3,17 человека.
Население города по возрастному диапазону по данным переписи 2000 года распределилось следующим образом: 29,3 % — жители младше 18 лет, 8,6 % — между 18 и 24 годами, 31,0 % — от 25 до 44 лет, 19,2 % — от 45 до 64 лет и 12,0 % — в возрасте 65 лет и старше. Средний возраст жителей составил 34 лет. На каждые 100 женщин в Маренго приходилось 96,3 мужчин, при этом на каждые сто женщин 18 лет и старше приходилось 94,3 мужчин также старше 18 лет.
Средний доход на одно домашнее хозяйство в городе составил 50 214 долларов США, а средний доход на одну семью — 57 209 долларов. При этом мужчины имели средний доход в 41 298 долларов США в год против 26 317 долларов среднегодового дохода у женщин. Доход на душу населения в городе составил 22 225 долларов в год. 3,9 % от всего числа семей в населённом пункте и 4,4 % от всей численности населения находилось на момент переписи населения за чертой бедности, при этом 5,4 % из них были моложе 18 лет и 5,5 % — в возрасте 65 лет и старше.